# Llista d'asteroides/199501-199600
| Nom      | Designació provisional | Data de descobriment | Lloc de descobriment | Descobridor/s       |
| -------- | ---------------------- | -------------------- | -------------------- | ------------------- |
| 199501 - | 2006 DG104             | 25 de febrer de 2006 | Kitt Peak            | Spacewatch          |
| 199502 - | 2006 DH110             | 25 de febrer de 2006 | Socorro              | LINEAR              |
| 199503 - | 2006 DZ110             | 25 de febrer de 2006 | Kitt Peak            | Spacewatch          |
| 199504 - | 2006 DT112             | 27 de febrer de 2006 | Mount Lemmon         | Mount Lemmon Survey |
| 199505 - | 2006 DT115             | 27 de febrer de 2006 | Kitt Peak            | Spacewatch          |
| 199506 - | 2006 DF117             | 27 de febrer de 2006 | Kitt Peak            | Spacewatch          |
| 199507 - | 2006 DQ118             | 28 de febrer de 2006 | Mount Lemmon         | Mount Lemmon Survey |
| 199508 - | 2006 DJ122             | 23 de febrer de 2006 | Anderson Mesa        | LONEOS              |
| 199509 - | 2006 DV122             | 24 de febrer de 2006 | Catalina             | CSS                 |
| 199510 - | 2006 DW122             | 24 de febrer de 2006 | Anderson Mesa        | LONEOS              |
| 199511 - | 2006 DH124             | 24 de febrer de 2006 | Mount Lemmon         | Mount Lemmon Survey |
| 199512 - | 2006 DR124             | 24 de febrer de 2006 | Kitt Peak            | Spacewatch          |
| 199513 - | 2006 DU127             | 25 de febrer de 2006 | Mount Lemmon         | Mount Lemmon Survey |
| 199514 - | 2006 DW134             | 25 de febrer de 2006 | Mount Lemmon         | Mount Lemmon Survey |
| 199515 - | 2006 DF135             | 25 de febrer de 2006 | Mount Lemmon         | Mount Lemmon Survey |
| 199516 - | 2006 DM137             | 25 de febrer de 2006 | Kitt Peak            | Spacewatch          |
| 199517 - | 2006 DJ139             | 25 de febrer de 2006 | Kitt Peak            | Spacewatch          |
| 199518 - | 2006 DQ141             | 25 de febrer de 2006 | Kitt Peak            | Spacewatch          |
| 199519 - | 2006 DH143             | 25 de febrer de 2006 | Mount Lemmon         | Mount Lemmon Survey |
| 199520 - | 2006 DT143             | 25 de febrer de 2006 | Mount Lemmon         | Mount Lemmon Survey |
| 199521 - | 2006 DX143             | 25 de febrer de 2006 | Mount Lemmon         | Mount Lemmon Survey |
| 199522 - | 2006 DX147             | 25 de febrer de 2006 | Kitt Peak            | Spacewatch          |
| 199523 - | 2006 DM150             | 25 de febrer de 2006 | Kitt Peak            | Spacewatch          |
| 199524 - | 2006 DV152             | 25 de febrer de 2006 | Kitt Peak            | Spacewatch          |
| 199525 - | 2006 DJ156             | 27 de febrer de 2006 | Kitt Peak            | Spacewatch          |
| 199526 - | 2006 DC164             | 27 de febrer de 2006 | Mount Lemmon         | Mount Lemmon Survey |
| 199527 - | 2006 DT179             | 27 de febrer de 2006 | Mount Lemmon         | Mount Lemmon Survey |
| 199528 - | 2006 DF188             | 27 de febrer de 2006 | Kitt Peak            | Spacewatch          |
| 199529 - | 2006 DB189             | 27 de febrer de 2006 | Kitt Peak            | Spacewatch          |
| 199530 - | 2006 DJ190             | 27 de febrer de 2006 | Kitt Peak            | Spacewatch          |
| 199531 - | 2006 DV191             | 27 de febrer de 2006 | Kitt Peak            | Spacewatch          |
| 199532 - | 2006 DX196             | 24 de febrer de 2006 | Catalina             | CSS                 |
| 199533 - | 2006 DN197             | 24 de febrer de 2006 | Catalina             | CSS                 |
| 199534 - | 2006 DM198             | 27 de febrer de 2006 | Mount Lemmon         | Mount Lemmon Survey |
| 199535 - | 2006 DU199             | 24 de febrer de 2006 | Catalina             | CSS                 |
| 199536 - | 2006 DT201             | 20 de febrer de 2006 | Catalina             | CSS                 |
| 199537 - | 2006 DY201             | 20 de febrer de 2006 | Socorro              | LINEAR              |
| 199538 - | 2006 DE203             | 22 de febrer de 2006 | Anderson Mesa        | LONEOS              |
| 199539 - | 2006 DN203             | 22 de febrer de 2006 | Catalina             | CSS                 |
| 199540 - | 2006 DD206             | 25 de febrer de 2006 | Mount Lemmon         | Mount Lemmon Survey |
| 199541 - | 2006 DV206             | 25 de febrer de 2006 | Mount Lemmon         | Mount Lemmon Survey |
| 199542 - | 2006 DM208             | 25 de febrer de 2006 | Kitt Peak            | Spacewatch          |
| 199543 - | 2006 DL210             | 20 de febrer de 2006 | Kitt Peak            | Spacewatch          |
| 199544 - | 2006 DG212             | 25 de febrer de 2006 | Mount Lemmon         | Mount Lemmon Survey |
| 199545 - | 2006 DB215             | 25 de febrer de 2006 | Mount Lemmon         | Mount Lemmon Survey |
| 199546 - | 2006 DT216             | 21 de febrer de 2006 | Mount Lemmon         | Mount Lemmon Survey |
| 199547 - | 2006 ET7               | 2 de març de 2006    | Kitt Peak            | Spacewatch          |
| 199548 - | 2006 EN10              | 2 de març de 2006    | Kitt Peak            | Spacewatch          |
| 199549 - | 2006 EQ11              | 2 de març de 2006    | Kitt Peak            | Spacewatch          |
| 199550 - | 2006 EE15              | 2 de març de 2006    | Kitt Peak            | Spacewatch          |
| 199551 - | 2006 EE17              | 2 de març de 2006    | Mount Lemmon         | Mount Lemmon Survey |
| 199552 - | 2006 EC18              | 2 de març de 2006    | Mount Lemmon         | Mount Lemmon Survey |
| 199553 - | 2006 EU18              | 2 de març de 2006    | Kitt Peak            | Spacewatch          |
| 199554 - | 2006 EA20              | 2 de març de 2006    | Kitt Peak            | Spacewatch          |
| 199555 - | 2006 EV24              | 3 de març de 2006    | Kitt Peak            | Spacewatch          |
| 199556 - | 2006 EF27              | 3 de març de 2006    | Socorro              | LINEAR              |
| 199557 - | 2006 EQ34              | 3 de març de 2006    | Kitt Peak            | Spacewatch          |
| 199558 - | 2006 EV34              | 3 de març de 2006    | Kitt Peak            | Spacewatch          |
| 199559 - | 2006 EZ34              | 3 de març de 2006    | Kitt Peak            | Spacewatch          |
| 199560 - | 2006 EB40              | 4 de març de 2006    | Kitt Peak            | Spacewatch          |
| 199561 - | 2006 EO40              | 4 de març de 2006    | Kitt Peak            | Spacewatch          |
| 199562 - | 2006 EO41              | 4 de març de 2006    | Catalina             | CSS                 |
| 199563 - | 2006 EP41              | 4 de març de 2006    | Catalina             | CSS                 |
| 199564 - | 2006 ES41              | 4 de març de 2006    | Catalina             | CSS                 |
| 199565 - | 2006 EH43              | 5 de març de 2006    | Kitt Peak            | Spacewatch          |
| 199566 - | 2006 EG47              | 4 de març de 2006    | Kitt Peak            | Spacewatch          |
| 199567 - | 2006 EA48              | 4 de març de 2006    | Kitt Peak            | Spacewatch          |
| 199568 - | 2006 EF48              | 4 de març de 2006    | Kitt Peak            | Spacewatch          |
| 199569 - | 2006 ED57              | 5 de març de 2006    | Kitt Peak            | Spacewatch          |
| 199570 - | 2006 EA58              | 5 de març de 2006    | Kitt Peak            | Spacewatch          |
| 199571 - | 2006 EK62              | 5 de març de 2006    | Kitt Peak            | Spacewatch          |
| 199572 - | 2006 EN65              | 5 de març de 2006    | Kitt Peak            | Spacewatch          |
| 199573 - | 2006 EE67              | 8 de març de 2006    | Kitt Peak            | Spacewatch          |
| 199574 - | 2006 EX67              | 2 de març de 2006    | Kitt Peak            | M. W. Buie          |
| 199575 - | 2006 EU72              | 5 de març de 2006    | Kitt Peak            | Spacewatch          |
| 199576 - | 2006 EZ72              | 3 de març de 2006    | Kitt Peak            | Spacewatch          |
| 199577 - | 2006 FH1               | 21 de març de 2006   | Mount Lemmon         | Mount Lemmon Survey |
| 199578 - | 2006 FQ2               | 23 de març de 2006   | Kitt Peak            | Spacewatch          |
| 199579 - | 2006 FV2               | 23 de març de 2006   | Kitt Peak            | Spacewatch          |
| 199580 - | 2006 FD3               | 23 de març de 2006   | Kitt Peak            | Spacewatch          |
| 199581 - | 2006 FM8               | 23 de març de 2006   | Mount Lemmon         | Mount Lemmon Survey |
| 199582 - | 2006 FT8               | 23 de març de 2006   | Mount Lemmon         | Mount Lemmon Survey |
| 199583 - | 2006 FO10              | 21 de març de 2006   | Socorro              | LINEAR              |
| 199584 - | 2006 FS12              | 23 de març de 2006   | Kitt Peak            | Spacewatch          |
| 199585 - | 2006 FP13              | 23 de març de 2006   | Kitt Peak            | Spacewatch          |
| 199586 - | 2006 FH14              | 23 de març de 2006   | Kitt Peak            | Spacewatch          |
| 199587 - | 2006 FD16              | 23 de març de 2006   | Mount Lemmon         | Mount Lemmon Survey |
| 199588 - | 2006 FO16              | 23 de març de 2006   | Mount Lemmon         | Mount Lemmon Survey |
| 199589 - | 2006 FV17              | 23 de març de 2006   | Kitt Peak            | Spacewatch          |
| 199590 - | 2006 FC18              | 23 de març de 2006   | Kitt Peak            | Spacewatch          |
| 199591 - | 2006 FJ19              | 23 de març de 2006   | Mount Lemmon         | Mount Lemmon Survey |
| 199592 - | 2006 FU19              | 23 de març de 2006   | Mount Lemmon         | Mount Lemmon Survey |
| 199593 - | 2006 FB20              | 23 de març de 2006   | Mount Lemmon         | Mount Lemmon Survey |
| 199594 - | 2006 FC20              | 23 de març de 2006   | Mount Lemmon         | Mount Lemmon Survey |
| 199595 - | 2006 FH20              | 23 de març de 2006   | Mount Lemmon         | Mount Lemmon Survey |
| 199596 - | 2006 FD23              | 24 de març de 2006   | Mount Lemmon         | Mount Lemmon Survey |
| 199597 - | 2006 FK23              | 24 de març de 2006   | Kitt Peak            | Spacewatch          |
| 199598 - | 2006 FV23              | 24 de març de 2006   | Kitt Peak            | Spacewatch          |
| 199599 - | 2006 FX23              | 24 de març de 2006   | Kitt Peak            | Spacewatch          |
| 199600 - | 2006 FS24              | 24 de març de 2006   | Kitt Peak            | Spacewatch          |